# Tim Hardaway Jr.
Timothy „Tim“ Duane Hardaway Jr. (* 16. März 1992 in Miami, Florida) ist ein US-amerikanischer Basketballspieler, der aktuell bei den Detroit Pistons in der NBA unter Vertrag steht.
Hardaways Vater, Tim Hardaway, spielte zwischen 1989 und 2003 ebenfalls in der NBA und war fünfmaliger NBA All-Star.

## Karriere

### College
Hardaway spielte drei Jahre für die University of Michigan. An der Seite von Trey Burke und Nik Stauskas erreichte er 2013 das nationale Meisterschaftsfinale, wo man sich jedoch der University of Louisville geschlagen geben musste.

### NBA
Bei der NBA-Draft 2013 wurde er an 24. Stelle von den New York Knicks ausgewählt. Hardaway erzielte in seinem ersten Jahr 10,2 Punkte pro Spiel und wurde am Ende der Saison in das NBA All-Rookie First Team berufen. Nach einer weiteren Saison bei den Knicks, in der er sich als Starter etablierte und 11,5 Punkte im Schnitt erzielte, wurde Hardaway im Juni 2015 zu den Atlanta Hawks transferiert.
Bei diesen spielte er zwei Saisons lang. Beide Male erreichte er die Playoffs. In seiner zweiten Saison 2016/17 feierte Hardaway seinen Durchbruch, indem er 14,5 Punkte von der Bank kommend auflegte.
Im Sommer 2017 lief sein Vertrag aus, wodurch er zum „Restricted Free Agent“ wurde. Dabei unterschrieb er einen mit 71 Millionen US-Dollar dotierten Vierjahresvertrag bei seinem ursprünglichen Team, den New York Knicks. Die Hawks zogen bei diesem Angebot allerdings nicht mit, weshalb er nach New York zurückkehrte. Bei den Knicks spielte er mit 17,5 Punkte pro Spiel 54 Saisonspielen, seine bisher beste Saison. Im Jahr darauf war er bis zu seinem Trade mit gut 19 Punkten pro Spiel der erfolgreichste Scorer im Knicks-Team.
Ende Januar 2019 wurde Hardaway zu den Dallas Mavericks transferiert.
Mit Beginn der Offseason 2024 tradeten die Dallas Mavericks Hardaway zu den Detroit Pistons, die im Gegenzug Quentin Grimes nach Texas transferierten. 

## Karriere-Statistiken

### NBA

#### Reguläre Saison
| Saison  | Team              | GP  | GS  | MPG  | FG % | 3P % | FT % | RPG | APG | SPG | BPG | PPG  |
| ------- | ----------------- | --- | --- | ---- | ---- | ---- | ---- | --- | --- | --- | --- | ---- |
| 2013–14 | New York          | 81  | 1   | 23.1 | .428 | .363 | .828 | 1.5 | 0.8 | 0.5 | 0.1 | 10.2 |
| 2014–15 | New York          | 70  | 30  | 24.0 | .389 | .342 | .801 | 2.2 | 1.8 | 0.3 | 0.2 | 11.5 |
| 2015–16 | Atlanta           | 51  | 1   | 16.9 | .430 | .338 | .893 | 1.7 | 1.0 | 0.4 | 0.1 | 6.4  |
| 2016–17 | Atlanta           | 79  | 30  | 27.3 | .455 | .357 | .766 | 2.8 | 2.3 | 0.7 | 0.2 | 14.5 |
| 2017–18 | New York          | 57  | 54  | 33.1 | .421 | .317 | .816 | 3.9 | 2.7 | 1.1 | 0.2 | 17.5 |
| 2018–19 | New York / Dallas | 65  | 63  | 31.6 | .393 | .340 | .841 | 3.4 | 2.4 | 0.8 | 0.1 | 18.1 |
| 2019–20 | Dallas            | 71  | 58  | 29.5 | .434 | .398 | .819 | 3.3 | 1.9 | 0.6 | 0.1 | 15.8 |
| 2020–21 | Dallas            | 70  | 31  | 28.4 | .447 | .391 | .816 | 3.3 | 1.8 | 0.4 | 0.2 | 16.6 |
| 2021–22 | Dallas            | 42  | 20  | 29.6 | .394 | .336 | .757 | 3.7 | 2.2 | 0.9 | 0.1 | 14.2 |
| 2022–23 | Dallas            | 71  | 45  | 30.3 | .401 | .385 | .770 | 3.5 | 1.8 | 0.7 | 0.2 | 14.4 |
| Gesamt  | Gesamt            | 657 | 333 | 27.4 | .420 | .361 | .808 | 2.9 | 1.9 | 0.6 | 0.1 | 14.0 |

#### Play-offs
| Saison  | Team    | GP | GS | MPG  | FG % | 3P % | FT % | RPG | APG | SPG | BPG | PPG  |
| ------- | ------- | -- | -- | ---- | ---- | ---- | ---- | --- | --- | --- | --- | ---- |
| 2015–16 | Atlanta | 9  | 0  | 9.7  | .269 | .143 | .667 | 1.0 | 0.8 | 0.0 | 0.1 | 2.2  |
| 2016–17 | Atlanta | 6  | 6  | 33.3 | .329 | .262 | .632 | 2.7 | 1.2 | 0.5 | 0.0 | 12.8 |
| 2019–20 | Dallas  | 6  | 6  | 34.0 | .421 | .352 | .727 | 3.5 | 1.8 | 0.3 | 0.0 | 17.8 |
| 2020–21 | Dallas  | 7  | 7  | 37.4 | .416 | .404 | .750 | 3.3 | 1.4 | 0.4 | 0.0 | 17.0 |
| Gesamt  | Gesamt  | 28 | 19 | 26.9 | .382 | .329 | .692 | 2.5 | 1.3 | 0.3 | 0.0 | 11.5 |